# Pelaya (ort)
Pelaya är en ort i Colombia.   Den ligger i departementet Cesar, i den norra delen av landet, 500 km norr om huvudstaden Bogotá. Pelaya ligger 73 meter över havet och antalet invånare är 11 306.
Terrängen runt Pelaya är platt. Runt Pelaya är det ganska glesbefolkat, med 32 invånare per kvadratkilometer. Pelaya är det största samhället i trakten. Omgivningarna runt Pelaya är huvudsakligen savann.